# ダイナゴン
株式会社ダイナゴンは、愛知県名古屋市守山区に本社を置く製菓企業。小豆入りカステラ「ダイナゴン」を主力商品とする。1966年（昭和41年）、愛知県名古屋市北区にて株式会社ダイナクルーとして設立。商品名に合わせ、1991年（平成3年）に株式会社ダイナゴンへ商号変更した。
本項では、同社の主要製品である「ダイナゴン」についても記述する。社名および商品名は、小豆の品種「大納言」に由来する。

## 概要
1965年（昭和40年）、小豆入りカステラ「ダイナゴン」の製造に成功し試験販売を開始する。翌1966年（昭和41年）、株式会社ダイナクルーを設立して菓子製造販売事業を本格的に開始する。1967年（昭和42年）には地元の名鉄百貨店へ出店し、続けて東京都内や大阪府内の百貨店にも出店し、県外への知名度を高めた。
1968年（昭和43年）、名古屋市守山区八反に新工場を建設して移転する。1969年（昭和44年）には鉄道弘済会（現：キヨスク）に出店。1964年（昭和39年）に東海道新幹線（東京 - 新大阪間）が開業していたことから、名古屋駅の土産菓子として親しまれ、全国的な知名度を得る。1972年（昭和47年）には資本金を3,200万円へ増資。1976年には本社および新工場が完成した。
1990年代以降は新たな販路も開拓し、1997年（平成9年）にはイオンリテールのショッピングモールへ出店を開始、愛知県内のイオンモール内のイオンの銘店として出店。その他、県内のスーパーマーケットにも出店している。2004年（平成16年）に中島健一朗（現社長）が代表取締役社長に就任。2015年（平成27年）にはユニー株式会社の店舗にも出店を開始した。
「ダイナゴン」は、名古屋市のふるさと納税返礼品にも選定されている。

### 加盟団体
2022年現在、以下の団体に加盟している。
- 名古屋生菓子組合
- 名古屋観光ブランド協会
- 愛知県観光土産品協会
- 名古屋商工会議所

## 主な製品
製品の詳細については、公式サイト「菓子のご紹介」を参照。

### ダイナゴン
- ダイナゴン
  - 創業以来50年以上製造・販売が続けられている看板商品[6]。生地に小豆を練り込んで焼き上げたカステラである。棒状ではなく小さく切られ、個包装して箱に詰めて出荷される。消費傾向の変化に対応し、創業以来の商品よりさらに小さい一口サイズの商品も発売されている。小豆の風味を活かすため、原材料に卵の黄身を使用しないことが特徴である。創業時の手作りの味を保つため、生地を混ぜる行程、混ぜた生地を焼き型に移す工程、焼き上がったカステラを切り分ける行程は、現在もすべて手作業で行われている[2][7]。
- ダイナゴン抹茶
  - 小豆の代わりにえんどう豆を使用し、生地に抹茶を練り込んだ抹茶味のカステラ[7]。
- ダイナゴンチョコレート
  - 小豆の代わりにクルミを使用し、生地にバンホーテンのココアパウダーを練り込んだチョコレート味のカステラ[7]。
- 栗大納言
  - 小豆と栗甘露煮を生地に練り込んだダイナゴン。商品名は「大納言」と漢字表記[7]。

### その他
- AN（アンパイ）
  - パイ生地で餡を包んだ洋風菓子。小豆餡の「おぐら」と栗餡の「まろん」があり、2種詰め合わせで販売される[7]。
- 名古屋キャラメルショコラ
  - 生地にキャラメルチップを加えて焼き上げた、チョコレート味の焼き菓子[7]。
- 城下の華（じょうかのはな）
  - 商品名の「城下」は名古屋城を意味する。生地を焼かずに蒸してホイップクリームをはさんだ洋風蒸しどら焼き。「宇治金時」「つぶ林檎」「生ショコラ」の3種があり、5個詰め合わせで販売される[7]。
- シャチナゴン
  - サービスエリアなどの土産物売場向けのマドレーヌ。名古屋城の金鯱が外箱の包装紙と個包装に描かれているが、商品は円形で金鯱の焼印などはない。キャッチフレーズは「暴れん坊の美味しいやつ」。日持ちがするよう脱酸素剤が封入され消費期限が長くなっている[7]。

#### 終売商品
- 名古屋ふんわりサブレ
  - サービスエリアなどの土産物売場向けの生サブレ。しっとり柔らかい食感が特徴。いちご味、チョコ味、抹茶味の15個入り詰め合わせで販売される。愛知県産いちごピューレと西尾市産の抹茶を使用する[8]。

### 季節限定商品
- パイナップルのカステラ
  - 夏季限定商品。生地にパイナップルソースを練り込んで焼き上げたカステラ。商品名が「パイナップルのカステラ」である。「ダイナゴン」シリーズとは異なり個包装ではなく1本の形で販売される[9]。
- 氷舞
  - 夏季限定商品。水ようかんとフルーツゼリーの詰め合わせ。ぶどうゼリー、マンゴーゼリー、りんごゼリー、水ようかん「こしあん」「抹茶」が各1個ずつ、5個セットで化粧箱に詰めて販売される[9]。

## 店舗
店舗の詳細については、公式サイト「店舗のご案内」を参照。

### 百貨店
- 名鉄百貨店 本店「諸国銘菓」[10]
- ジェイアール名古屋タカシマヤ「銘菓百選」[10]
- 三越「菓遊庵」
  - 日本橋店[10]、銀座店[10]、高松店[10]、広島店[10]、札幌店[10]

### 交通機関
駅ナカ
- キヨスク 名古屋駅構内[10]

高速道路
- 名鉄ミライート
  - 養老サービスエリア（下り線）[10]
  - 刈谷パーキングエリア（刈谷ハイウェイオアシス）[10]
  - 岡崎サービスエリア（NEOPASA岡崎「お土産処 三州岡崎宿」）[10]

空港
- 中部国際空港
  - 第1ターミナル（3階 出発ロビー「銘品館」）[10]
  - 第2ターミナル（免税店売店、おみやげ館）[10]
- 名古屋空港「スカイショップ翼」[10]

### SC・スーパーマーケット
イオンリテール
- 名古屋市：守山店[10]、ワンダーシティ店[10]、南陽店[10]、ナゴヤドーム前店[10]、大高店[10]、御園小町店[10]、名古屋則武店[10]、そよら上飯田店[10]
- 愛知県内：小牧店[10]、イオン瀬戸みずの店[10]、扶桑店[10]、木曽川店[10]、東浦店[10]、高橋店[10]、常滑店[10]、長久手店[10]

その他
- マックスバリュ
  - 千種若宮店[10]、徳川明倫店[10]
- 西友
  - 松河戸店[10]、豊山店[10]、熱田三番町店[10]、高針店[10]、味岡店[10]
- ヨシヅヤ
  - 津島本店[10]、太平通店[10]、師勝店[10]
- ユニー
  - アピタ瀬戸店[10]
- 清水屋
  - 藤ヶ丘店[10]、春日井店[10]
- 名古屋銘菓 菓匠瓢箪 近田屋（SC内店舗）[11]
  - ピアゴ豊明店[10]、イオン春日井店[10]、アズパーク店[10]、ASTY犬山店[10]、イオン八事店[10]、MEGAドン・キホーテUNY桃花台店[10]

### 閉店した店舗
- 伊勢丹新宿店
- 名鉄産業 金山駅構内「サンコス銘店」
- イオンモール熱田店
- イオンモール名古屋茶屋店
- 西友 ピアタウン店